# Erlenmoos

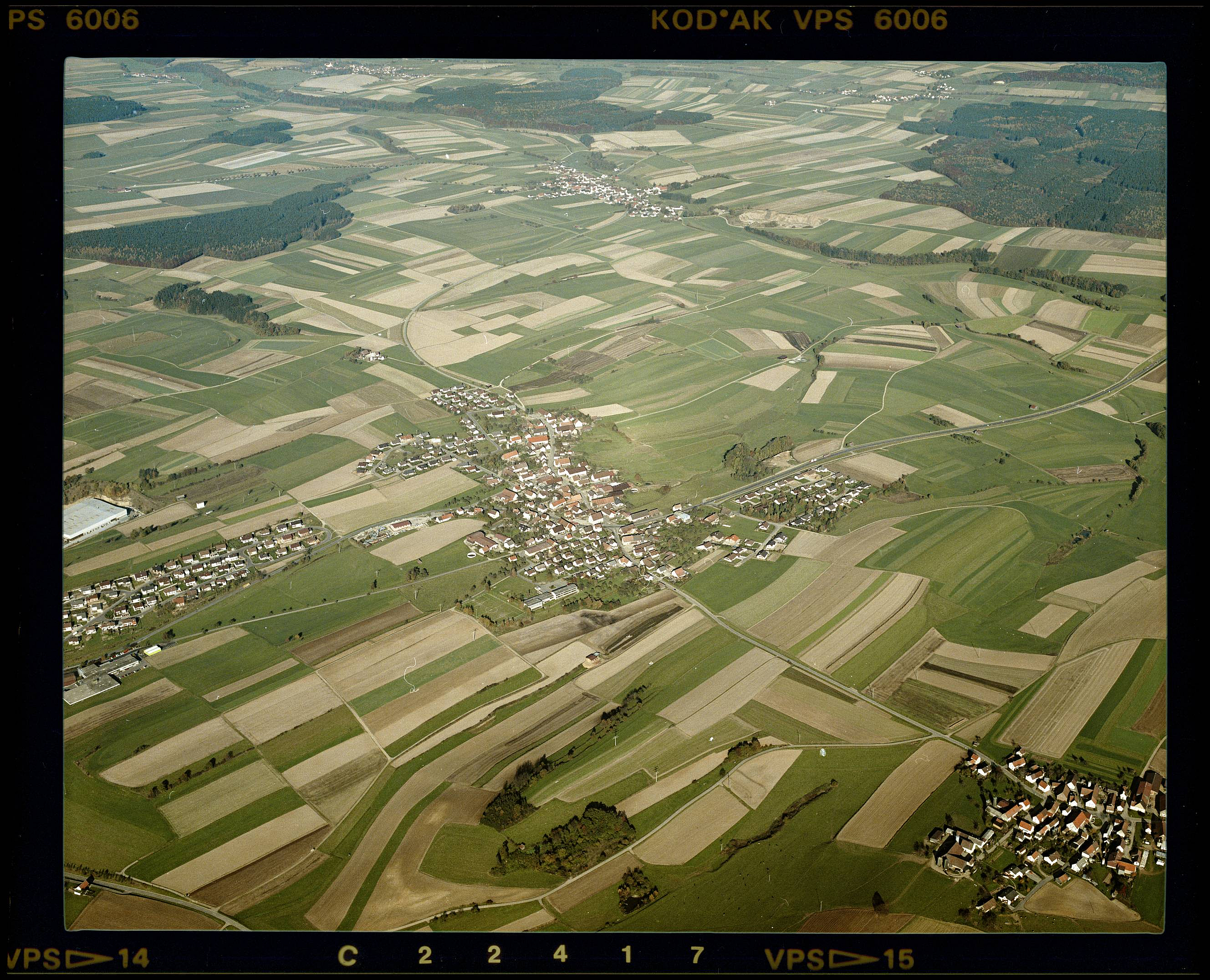
Luftbild von Erlenmoos (1984)

Erlenmoos ist eine Gemeinde im Landkreis Biberach in Oberschwaben in der Nähe der Stadt Ochsenhausen.

## Gemeindegliederung
Die Gemeinde besteht aus Erlenmoos sowie den Orten Edenbachen, Eichbühl und Oberstetten.
Erlenmoos, das seine Selbständigkeit bei der Gemeindereform 1975 erhalten konnte, bildet zusammen mit der Stadt Ochsenhausen sowie den Gemeinden Gutenzell-Hürbel und Steinhausen an der Rottum eine Verwaltungsgemeinschaft.

## Geschichte

### In der Zeit der Reichsabtei Ochsenhausen
Die Geschichte von Erlenmoos hängt bis zum Untergang des Heiligen Römischen Reichs eng zusammen mit der Geschichte der Reichsabtei Ochsenhausen. Im Jahre 1128 verzichtete Ritter Hatto von Grönenbach zu Gunsten des Benediktinerklosters Ochsenhausen auf alle Ansprüche, die er auf Güter in Erlenmoos hatte. Die Aufzeichnung hierüber ist zugleich die erste urkundliche Erwähnung von Erlenmoos. Das Kloster Ochsenhausen hatte seither in Erlenmoos fast 700 Jahre die Geschicke maßgebend bestimmt. Mit der Säkularisation im Jahre 1803 fiel die Reichsabtei Ochsenhausen und somit auch Erlenmoos an den Fürsten Franz Georg Karl von Metternich-Winneburg.

### Seit württembergischer Zeit
Bereits 1806 wurde die Herrschaft des Fürsten von Metternich-Winneburg mediatisiert und dem Königreich Württemberg zugewiesen. Die Standesherrschaft der Fürsten von Metternich-Winneburg bestand jedoch noch bis 1825 weiter, ehe sie an den württembergischen Staat verkauft wurde. Bereits seit 1810 gehörte Erlenmoos zum württembergischen Oberamt Biberach. Bei der Kreisreform während der NS-Zeit in Württemberg gelangte Erlenmoos 1938 zum Landkreis Biberach. Im Jahre 1945 wurde Erlenmoos Teil der Französischen Besatzungszone und kam somit zum Nachkriegsland Württemberg-Hohenzollern, welches 1952 im Bundesland Baden-Württemberg aufging.

## Politik

### Bürgermeister
- 1950 bis 1960 Clemens Teufel
- 1960 bis 1996 Josef König
- 1996 bis 2012 Peter Züllig
- 2012 bis 2018 Alexandra Scherer
- 2018 bis 2021 Stefan Echteler
- seit 2022 Marcus Schmid

Bürgermeister ist seit dem 3. Juni 2022 Marcus Schmid. Er wurde am 6. März 2022 im zweiten Wahlgang mit 57,9 Prozent der Stimmen gewählt. Er folgte Stefan Echteler nach, der von 2018 bis 2021 amtierte und sein Amt aus gesundheitlichen Gründen vorzeitig niederlegte.

### Wappen
| Wappen der Gemeinde Erlenmoos | Blasonierung: „In Gold (Gelb) ein schräglinker grüner Erlenzweig mit einem Blatt, einem Fruchtzapfen und zwei männlichen Kätzchen.“ |
| Wappen der Gemeinde Erlenmoos | Wappenbegründung: Der grüne Zweig zeigt an Blatt, Frucht und Kätzchen die Charakteristika der Erle. Er soll das Wappen in Bezug auf den ersten Bestandteil des Gemeindenamens redend machen. Das Innenministerium hat sowohl das Wappen als auch die Flagge am 24. April 1968 verliehen. |

## Religion
Erlenmoos ist überwiegend katholisch geprägt und gehört seit 1457 zur katholischen Pfarrei Ochsenhausen. Diese ist derzeit Bestandteil des Dekanats Biberach der Diözese Rottenburg-Stuttgart.

## Einwohnerentwicklung
| Jahr      | 1900 | 1920 | 1940 | 1960 | 1980 | 2000 | 2015 | 2020 |
| --------- | ---- | ---- | ---- | ---- | ---- | ---- | ---- | ---- |
| Einwohner | 977  | 1028 | 940  | 1042 | 1347 | 1589 | 1727 | 1808 |

## Verkehr
Erlenmoos liegt an der Bundesstraße 312 zwischen Ochsenhausen und Memmingen.
Durch eine Alltagsroute aus dem Radnetz Baden-Württemberg ist Erlenmoos über Ochsenhausen mit Biberach an der Riss und in der anderen Richtung über den Ortsteil Edenbachen und über Berkheim Richtung Memmingen verbunden.

## Sehenswürdigkeiten

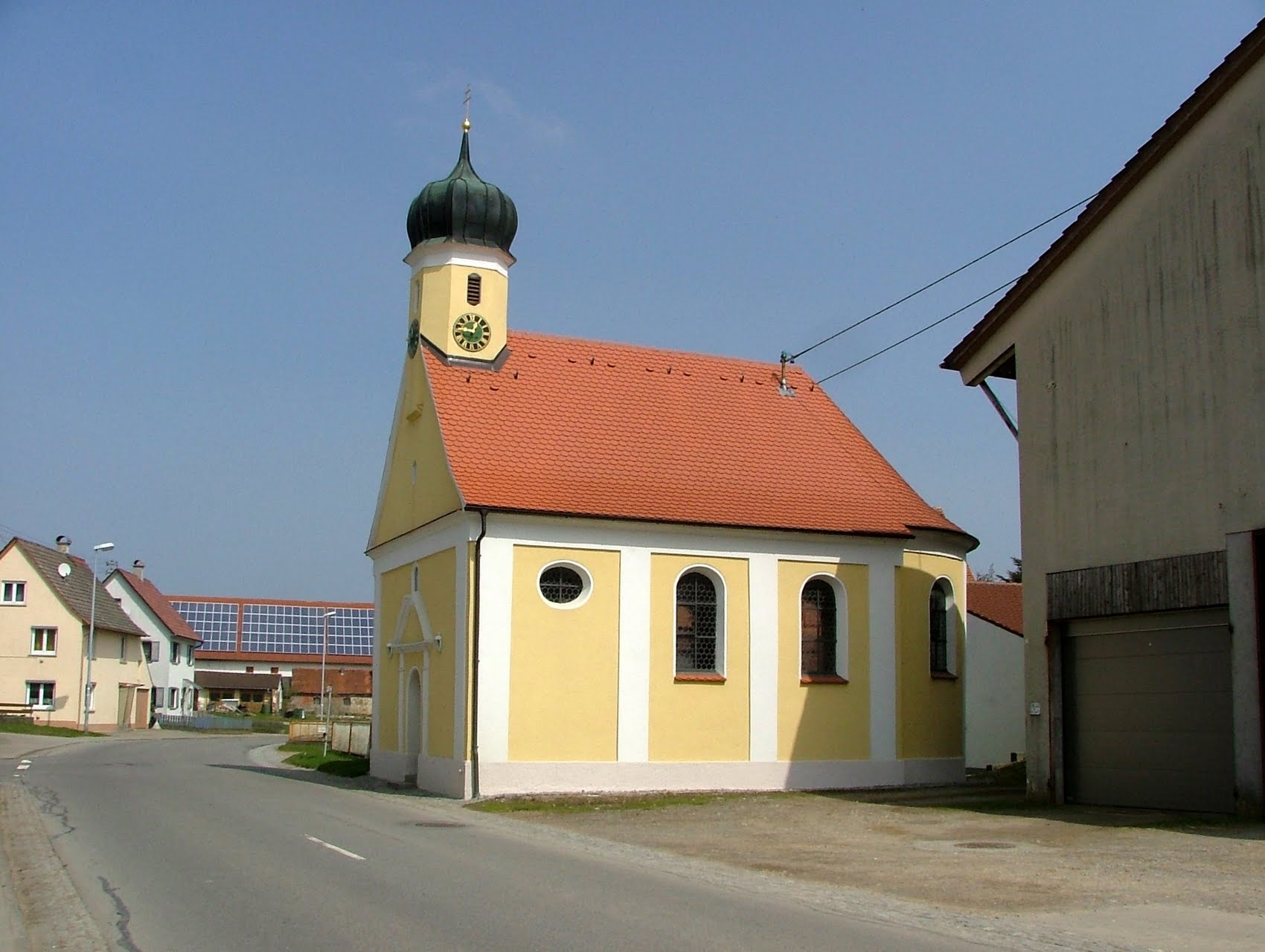
Marienkapelle

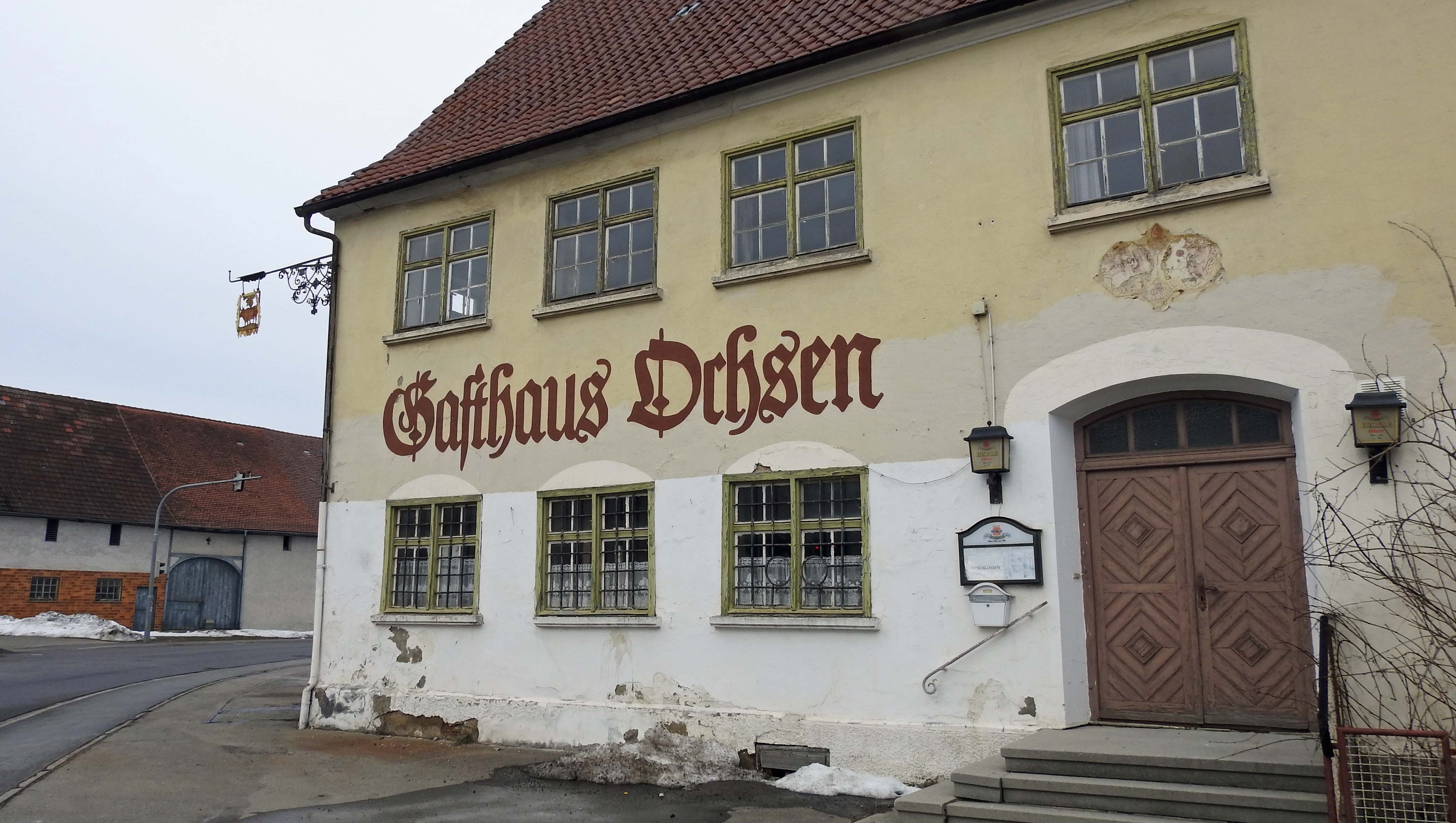
Gasthaus Ochsen in Erlenmoos

- Kapelle St. Michael in Edenbachen
- Marienkapelle in Eichbühl
- Marienkapelle in Erlenmoos
- Marienkapelle in Oberstetten

## Persönlichkeiten
- Gerhard Hess (1731–1802), Benediktinermönch und Historiker, geboren in Oberstetten